# Політичні партії Азербайджану
Домінуюча роль у політичному житті Азербайджану належить одній, пропрезидентській політичної партії — партії «Новий Азербайджан».
Опозиційні партії дозволені, проте у них практично немає реальних шансів прийти до влади. Проте опозиція проводить регулярні мітинги в Баку, зазвичай на площі перед колишнім кінотеатром «Гелебе» («Перемога»), які часто закінчуються сутичками з міліцією. Після «Помаранчевої революції» помаранчевий колір був прийнятий і азербайджанськими опозиціонерами.
Об'єднана опозиція — блок «Азадлиг» («Свобода»), блок «YeS — Нова політика» і «Рух національної єдності» — представлена в парламенті буквально кількома депутатами.
Виступаючи 2 грудня 2005 на відкритті сесії парламенту після листопадових виборів, президент Азербайджану Ільхам Алієв заявив, що в Азербайджані немає передумов для «помаранчевих революцій»: «Голосування 6 листопада знову підтвердило прихильність азербайджанського народу курсу правлячої партії».
Станом на 2018 рік у Азербайджані офіційно зареєстровано 55 політичних партій.

## Список партій
- Партія Альянс в ім'я Азербайджану (азерб. Azərbaycan Naminə Alyans Partiyası);
- Комуністична партія Азербайджану (азерб. Azərbaycan Kommunist Partiyası);
- Ліберальна партія Азербайджану (азерб. Azərbaycan Liberal Partiyası);
- Партія національної незалежності Азербайджану (азерб. Azərbaycan Milli İstiqlal Partiyası);
- Народний фронт Азербайджану (азерб. Azərbaycan Xalq Cəbhəsi Partiyası);
- Народно-соціалістична партія Азербайджану (азерб. Xalq Sosialist Partiyası);
- Соціал-демократична партія Азербайджану (азерб. Azerbaycan Sosial-Demokrat Partiyası);
- Партія соціального благоденства Азербайджану (азерб. Azərbaycan Sosial Rifah Partiyası);
- Партія громадянської солідарності (азерб. Vətəndaş Həmrəyliyi Partiyası);
- Партія співвітчизників (азерб. Yurddaş Partiyası);
- Партія рівності (азерб. Müsavat Partiyası);
- Ліберально-демократична партія Азербайджану (азерб. Azərbaycan Liberal Demokrat Partiyası);
- Партія сучасного рівності (азерб. Müasir Müsavat Partiyası);
- Партія батьківщини («Ана Ветен») (азерб. Ana Vətən Partiyası);
- Прогресивно-соціалістична партія Азербайджану (азерб. Azərbaycan Mütərəqqi Sosialist Partiyası);
- Національна єдність (азерб. Milli Birlik);
- Партія «Новий Азербайджан» (азерб. Yeni Azərbaycan Partiyası);
- Партія чесноти (азерб. Fəzilət Partiyası).

## Заборонені партій
- Ісламська партія Азербайджану  (азерб. Azərbaycan İslam Partiyası).